# Ozodiceromya aldrichii
Ozodiceromya aldrichii är en tvåvingeart som först beskrevs av Daniel William Coquillett 1893.  Ozodiceromya aldrichii ingår i släktet Ozodiceromya och familjen stilettflugor. Inga underarter finns listade i Catalogue of Life.